# Кентон, Эрл
Эрл Кентон (англ. Erle C. Kenton (Erle Cauthorn Kenton); 1896—1980) — американский актёр, сценарист и режиссёр (снял 131 фильм в период с 1916 по 1957 годы).

## Биография
Родился 1 августа 1896 года.
Вместе с Эдвардом Людвигом был главным режиссёром телевизионного сериала The Texan (1958—1960) компании CBS.
Умер 28 января 1980 года в городе Глендейл, штат Калифорния, от болезни Паркинсона. Его прах похоронен в Колумбарии патриотов Мавзолея свободы.

## Фильмография
- 1932 — Остров потерянных душ
- 1942 — Кто это сделал?
- 1942 — Призрак Франкенштейна
- 1944 — Дом Франкенштейна
- 1945 — Дом Дракулы